# 相模原市立富士見小学校
相模原市立富士見小学校（さがみはらしりつ ふじみしょうがっこう）は、神奈川県相模原市中央区富士見2丁目にある公立の小学校である。

## 沿革
- 2002年（平成14年）
  - 4月1日 - 開校。
  - 4月5日 - 開校式・着任式及び最初の始業式挙行。
  - 4月8日 - 第1回入学式挙行。
  - 4月10日 - 開校記念植樹。
  - 5月24日 - 航空写真撮影。
  - 5月29日 - 第1回PTA総会開催。
  - 7月3日 - 開校記念ミニコンサート開催。
  - 9月28日 - 開校記念第1回「FUJISPO オリンピック」（運動会）開催。
  - 10月2日 - 安丸信行氏（彫刻家）より寄贈された、モニュメント「DREAM」除幕式挙行。
  - 10月10日 - 校歌・校章制定式挙行。
- 2003年（平成15年）
  - 2月27日 - 校歌「額」取り付け（書:伊藤枕石氏）。
  - 3月20日 - 第1回卒業証書授与式挙行し、巣立ちの会開催。
  - 11月8日 - PTAワイワイまつり開催（以後毎年開催）。
- 2004年（平成16年）
  - 1月31日 - 土曜授業参観・親子ふれあいコンサート開催（以後毎年開催）。
  - 7月31日 - お父さんの会発足。
  - 8月22日 - Fujimi＠サマースクール開催（以後毎年開催）。
- 2005年（平成17年）2月24日 - さがみ風っ子ISO「環境にやさしい学校づくり」認定。
- 2009年（平成21年）
  - 1月5日 - 特別支援級開設に伴う工事開始。
  - 4月1日 - 特別支援学級「あおぞら1」開設。
  - 5月11日 - ビオトープ改修完了。
- 2010年（平成22年）
  - 4月1日 - 特別支援学級「あおぞら2」開設。
- 2017年（平成29年）
  - 2月28日 - 開校15周年PTA記念事業として、記念写真撮影（空撮）。
  - 3月10日 - 校庭拡張（南側）完成。
- 2019年（平成31年）2月26日 - エアコン設置工事完了。
- 2020年（令和2年）
  - 4月 - 新型コロナウイルス感染防止のため、休校の措置を採る。
  - 5月 - 新型コロナウイルス感染防止のため、引き続き休校となる。
  - 6月 - 分散登校実施し、全員登校。

## 通学区域
- 相模原市中央区[1]
  - 千代田3丁目（1番・2番・11番～20番）
  - 富士見1丁目（5番・6番・8番）
  - 富士見2丁目（全域）
  - 富士見3丁目（全域）
  - 富士見4丁目（全域）
  - 富士見5丁目（全域）
  - 矢部1丁目（全域）
  - 矢部2丁目（全域）
  - 矢部3丁目（全域）
  - 矢部4丁目（全域）

## 進学中学校
- 相模原市中央区[2]
  - 相模原市立大野北中学校 - 矢部3丁目17番〜20番、矢部4丁目1番〜3番・17番〜21番に在住の児童が進学
  - 相模原市立中央中学校 - 千代田3丁目1番・2番・11番〜20番、富士見1丁目5番・6番・8番、富士見2丁目〜5丁目、矢部1丁目、矢部2丁目、矢部3丁目1番〜16番・21番〜28番、矢部4丁目4番〜16番に在住の児童が進学

## 学校周辺
- 富士見こどもセンター - 同一敷地内
- 中央公民館 - 敷地が隣接
- 中央公園 - 敷地が隣接
- 国道16号
- 富士見公園
- 相模原市立中央中学校
  - 相模原市立中央小学校 - 中央中学校に隣接
- この他、相模原市役所なども近い。

## アクセス
- 神奈川中央交通
  - 「相02」系統「矢部駅入口」バス停（国道16号線上）下車後、徒歩約410m・約6分。
  - 「相05」系統「富士見団地入口」バス停（相模原市道上）下車後、徒歩約665m・約10分。
    - 直線距離は約300mと近いが、道路と校門（正門）との位置関係で遠回りとなる。

  - 「相21」・「相25」・「相27」・「相28」・「相29」の各系統で、「職業安定所前」バス停（相模原市道上）下車後、徒歩約450m・約7分。
- 最寄りの鉄道駅はJR横浜線矢部駅で、直線距離では約850mだが、駅入口設置箇所と道路の関係で、徒歩約2.1km・約32分ほどと大きく遠廻りとなる。